# پتی کوهنور
پتی کوهنور (انگلیسی: Patti Cohenour؛ زادهٔ ۱۷ اکتبر ۱۹۵۲) خواننده، و بازیگر تئاتر اهل ایالات متحده آمریکا است.